# Mega Piranha
Mega Piranha (también conocida como Megapiranha) es una película de ciencia ficción y terror de 2010, producida por The Asylum. La película fue dirigida por Eric Forsberg y las estrellas Tiffany, Paul Logan y Barry Williams. En la tradición del catálogo de The Asylum, esta película es un mockbuster de Piranha 3D. Fue filmado en Belice, América Central.

## Argumento
La película se centra en el río Orinoco en Venezuela, donde una cepa de pirañas modificadas genéticamente ha escapado en un afluente aislado del río. A través de la intervención humana en el medio ambiente local, las megapirañas logran escapar de su lugar aislado y nadar corriente abajo, matando todo lo que se cruce en su camino. Poco a poco se abren camino hacia la Florida durante la temporada turística.

## Reparto
- Tiffany como Sarah Monroe.
- Paul Logan como Jason Fitch.
- Barry Williams como Bob Grady.
- David Labiosa como el coronel Antonio Díaz.
- Jude Gerard Prest como el doctor Higgins.
- Jesse Daly como Gordon
- Alessandro Tierno como sargento Ayudante.
- Jay Beyers como el marinero Toby.
- Cooper Harris	como el teniente Julia
- Gregory Paul Smith como Greg, el navegante del submarino.
- Jonathan Nation como Mort.
- Eric Forsberg como Arnold Regis, embajador de Estados Unidos.
- William Morse	como el teniente Stritch
- Lola Forsberg como Steph.
- Robert Don como Rodríguez.
- David Dustin Kenyon como el teniente Baker
- Sex Henderson	como tripulante del submarino.
- Jillian Easton como Jane Fisher (acreditada como Jane the Reporter).
- Matt Lagan como Jim, capitán del submarino.
- Anthony Wemyss como Bernie.
- John P. Napoleon como el teniente Miller.
- Sally Elphick	como ISB Tech.
- Carl Watts como el capitán Decker.
- Myles Cranford como Sy.
- Ryan Sherman como Jim el técnico.
- Ashley Carr como persona medio muerta.
- Fernando Huc como Jose the Driver.
- Natalie Nastulczykova	como Técnico.

## Producción
El mockbuster fue producido para capitalizar la película del 2010  Piranha 3-D. El 29 de marzo de 2010 el canal SyFy lanzó una exclusivo adelanto de una escena de la película anticipando a su estreno del 10 de abril. El 7 de abril de 2010 The Asylum lanzó el tráiler oficial.
La recurrente audiencia de Asylum puede notar que la película recicla cortas escenas de otra películas de Asylum, probablemente debido al bajo costo de producción y limitado tiempo de rodaje. Estas escenas viene de películas como Mega Shark vs. Giant Octopus, Journey to Middle Earth, War of the Worlds y Transmorphers: Fall of Man.